# Schildhof Lanthaler

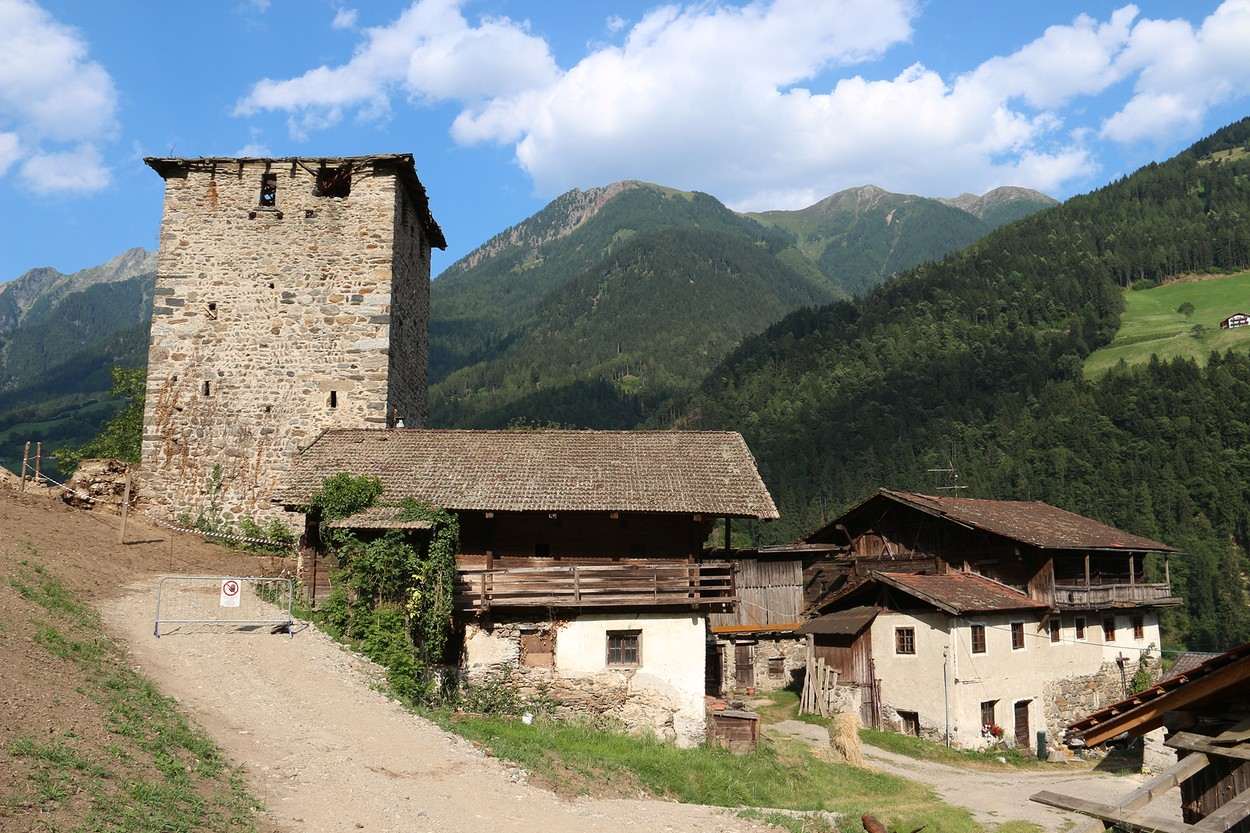
Schildhof Lanthaler

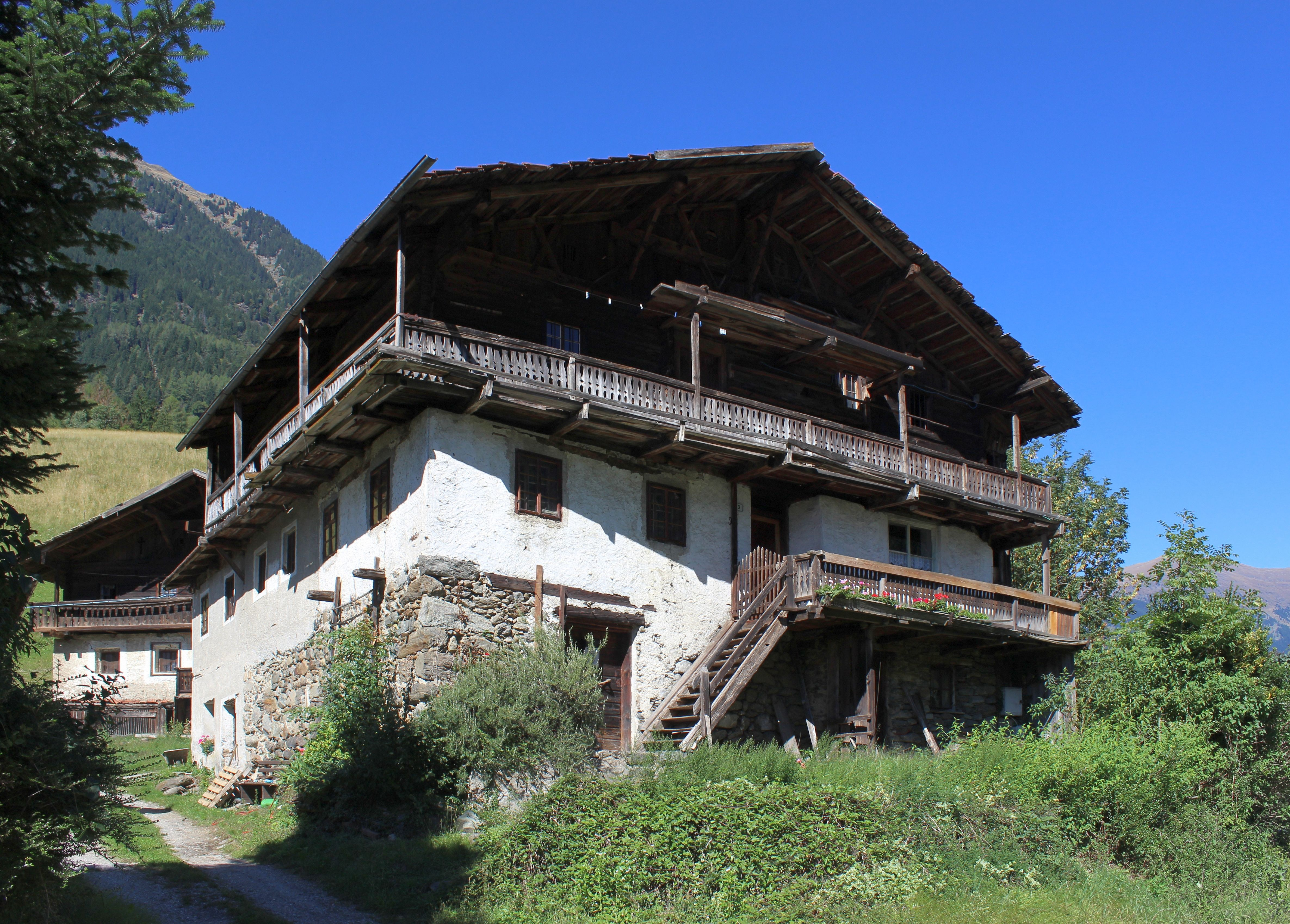
Bauernhaus

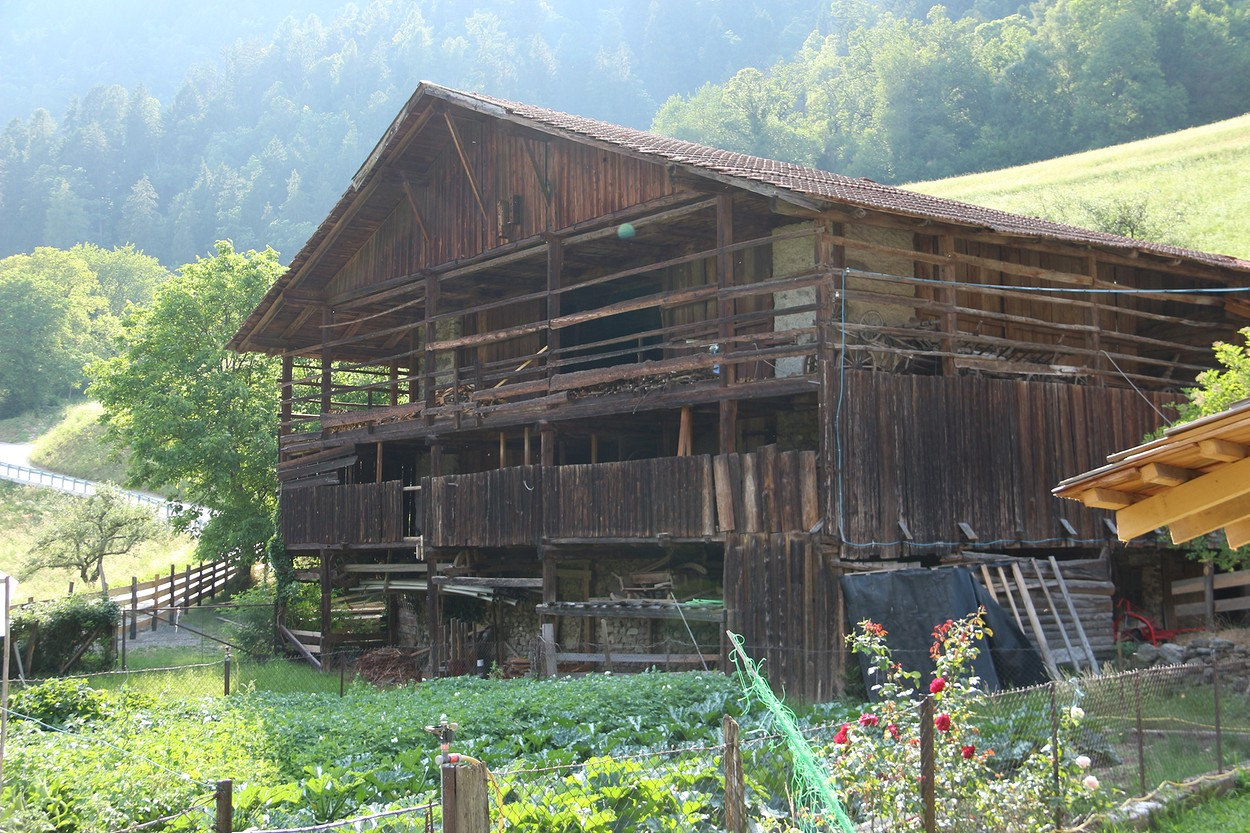
Stallgebäude

Der Schildhof Lanthaler in der Gemeinde St. Martin in Passeier in Südtirol ist ein geschütztes Baudenkmal. 

## Lage
Der Schildhof Lanthaler liegt in St. Martin in Passeier auf einem Hang am Eingang zum Kalmtal. 

## Geschichte
1288 erstmals urkundlich erwähnt, wird der vormalige Edelsitz, wegen seinem freistehenden Bergfried und Resten einer Wehrmauer auch als Burg oder Schloss bezeichnet. Nach den ursprünglichen Besitzern nannte man den Schildhof Lanthaler früher auch Oberkalm bzw. Oberkalbe, zur Unterscheidung vom Schildhof Kalmbauer bzw. Niederkalbe. Der viereckige Wohnturm, stammte als älteste Teil der Anlage vermutlich noch aus der Entstehungszeit. 1311 befreite der Tiroler Landesfürst König Heinrich von Böhmen das Anwesen von der Steuerschuld. Der möglicherweise aus dem Geschlecht der Chalve, Chalbe stammende Nicolaus Chalb erscheint 1378 mit seinem Wappen. Der heutige Name geht auf die Bauernfamilie Lanthaler zurück, die den Schildhof seit dem 18. Jahrhundert im Besitz hatte, später jedoch auf die Schildhof-Rechte zugunsten des Kalmbauers bzw. Niederkalbe verzichtete. Am 23. April 1982 wurde das Bauensemble unter Denkmalschutz gestellt. 